# Glandularia aurantiaca
Glandularia aurantiaca là một loài thực vật có hoa trong họ Cỏ roi ngựa. Loài này được (Speg.) Botta mô tả khoa học đầu tiên năm 1993.